# Ifícrates

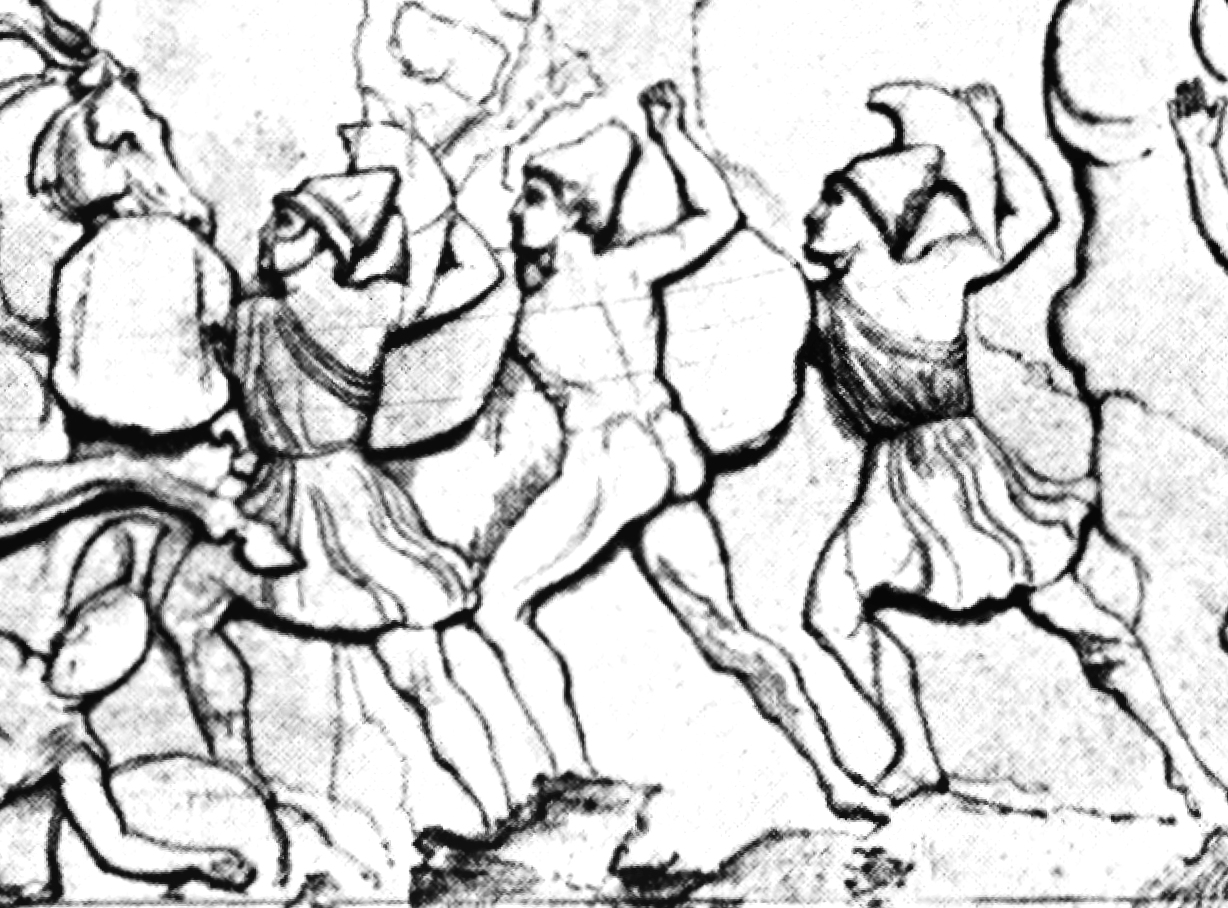
Peltastas no túmulo de Paiava (por volta de), por volta de Ifícrates. Eles estão equipados com o exôme, os píleos com crista e bochecha, e o escudo redondo de peles, e são representados empurrando as axilas com uma lança longa.

Ifícrates (em grego:  Ιφικράτης) (c. 418 a.C. – c. 353 a.C.) foi um general ateniense, que floresceu na metade anterior do século IV a.C. Ele é creditado com importantes reformas de infantaria que revolucionaram a guerra grega antiga, regularizando peltasta de armas leves.

## Biografia
Filho de um sapateiro do Demo de Ramnoo, mais tarde ele foi casado com a filha do rei trácio Cótis e teve um filho com ela. Seu filho foi nomeado Menesteu, em homenagem ao lendário rei de Atenas durante a Guerra de Troia. O outro filho de Ifícrates, também chamado de Ifícrates, foi enviado como embaixador ateniense à corte persa antes de 335 a.C.. Ele foi capturado pelo exército macedônio junto com a corte persa após a Batalha de Isso. Quando Ifícrates, o jovem, morreu de uma doença desconhecida, Alexandre, o Grande pagou pelo transporte de seu corpo para sua terra natal, como uma homenagem a seu pai. 

### Reformas
Ele deve sua fama tanto às melhorias que fez no equipamento dos peltastas ou mercenários de armas leves (nomeadas por seu pequeno escudo pelte ) quanto aos sucessos militares. Os historiadores debateram sobre que tipo de "peltastas" foram afetados por suas reformas; uma das posições mais populares é que ele melhorou o desempenho dos escaramuçadores gregos para que eles pudessem se envolver em prolongados combates corpo a corpo como parte da linha de batalha principal, enquanto outra forte opinião postula que ele trabalhou suas mudanças sobre os hoplitas mercenários que foram um fator importante na guerra terrestre grega do final do século V e IV a.C..
Uma terceira possibilidade é que suas reformas se limitassem a hoplitas servindo como fuzileiros a bordo de navios da marinha ateniense.
Ele também fez botas de soldados fáceis de desatar e atar, mais adiante batizadas ifricátidas (em grego:  Ἰφικρατίδες) em sua honra.
Suas "reformas ificráticas" consistiram em aumentar o comprimento de suas lanças e espadas, substituir as couraças de linho no lugar de armaduras de bronze mais pesadas e introduzir o novo calçado que levou seu nome. Além disso, ele substituiu o pesado escudo áspide por um pêlo mais leve que pudesse ser amarrado ao antebraço, liberando a mão esquerda para ajudar a segurar as lanças alongadas. Por essas mudanças, ele aumentou bastante a rapidez de seus movimentos. Ele também prestou atenção especial à disciplina, exercícios e manobras; as armas mais longas, combinadas com a armadura e o escudo mais leves, forçaram suas tropas a adotar uma abordagem mais agressiva em situações táticas. Com seus peltastas, Ifícrates deu um duro golpe aos espartanos em 392/0 a.C., quase aniquilando uma mora (um batalhão de cerca de 600 homens) de seus famosos hoplitas na Batalha de Lequeu. Considera-se que as reformas ifricáticas foram uma das influências principais em Filipe II da Macedônia, quando criou a falange macedônia armada sarissa. Seu filho Alexandre, o Grande, empregou essa nova formação de infantaria em suas muitas conquistas.
Após o sucesso, ele tomou cidade após cidade para os atenienses durante a Guerra de Corinto ; mas em consequência de uma briga com os argivos, ele foi transferido de Corinto para o Helesponto, onde obteve igualmente sucesso. Após a Paz de Antálcidas (387 a.C.), ele ajudou o rei odrísio Seutes I a recuperar seu reino, e lutou contra Cótis, com quem, no entanto, ele posteriormente concluiu uma aliança.

### Campanha egípcia

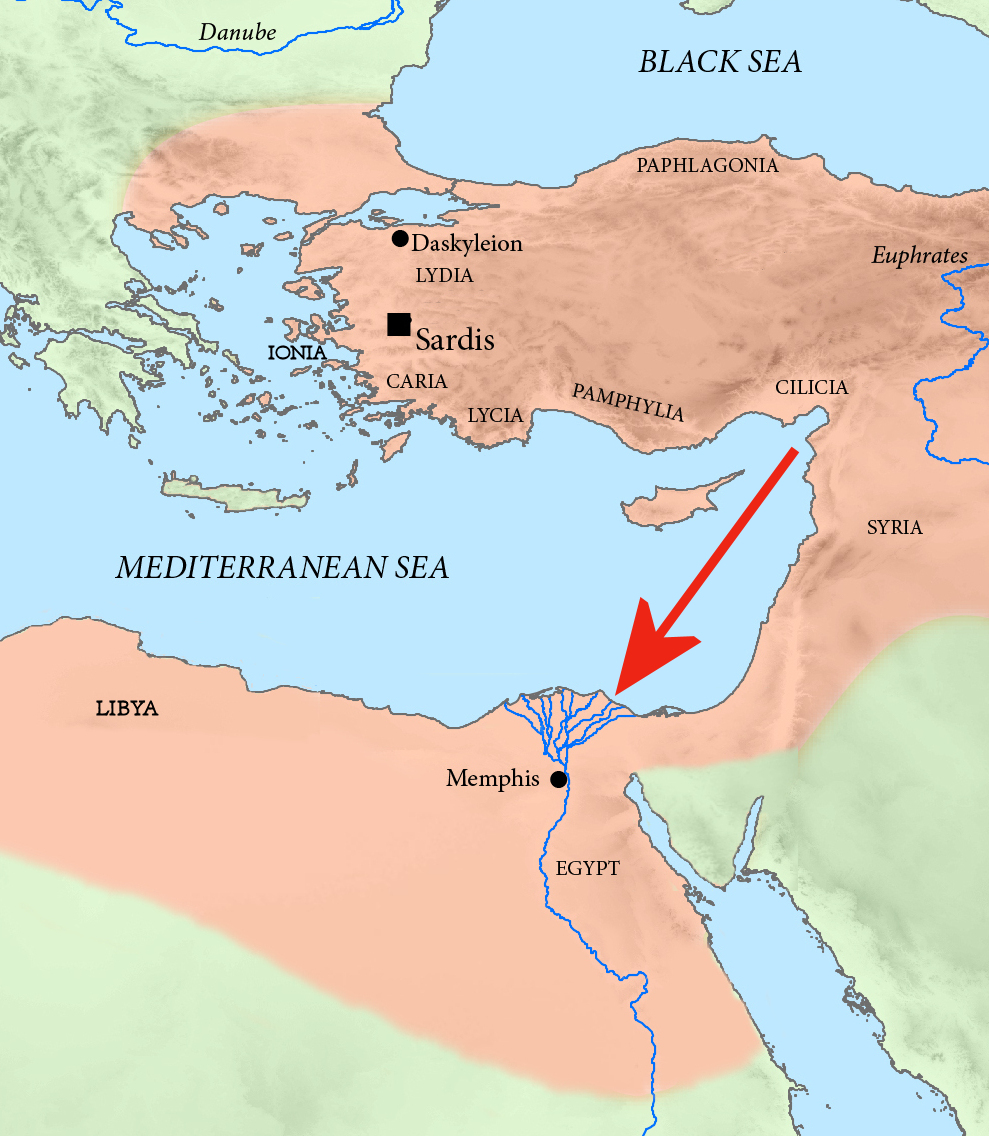
Ifícrates fazia parte da campanha aquemênida de Farabazo II contra o Egito em

Por volta de 378 a.C., ele foi enviado com uma força de mercenários para ajudar os persas a reconquistar o Egito, mas uma disputa com Farabazo levou ao fracasso da expedição. Em seu retorno a Atenas, ele comandou uma expedição em 373 a.C. para o alívio de Córcira, sitiada pelos lacedemônios.
Após a paz de 371 a.C., Ifícrates retornou à Trácia e manchou sua fama de alguma maneira, aliando-se ao sogro Cótis em uma guerra contra Atenas pela posse de toda a Trácia Quersoneso. Ifícrates, no entanto, recusou-se a sitiar as fortalezas atenienses e fugiu para Antissa. Os atenienses logo o perdoaram e deram a ele um comando conjunto na Guerra Social contra alguns de seus aliados do Segundo Império Ateniense. Ele e dois de seus colegas foram impedidos por Carés, o quarto comandante, porque se recusaram a lutar durante uma tempestade violenta.
Ifícrates foi absolvido, mas condenado a pagar uma multa pesada. Posteriormente, ele permaneceu em Atenas até sua morte, por volta de 353 a.C. (embora de acordo com alguns ele tenha se aposentado na Trácia).